# Rolex Sports Car Series 2003
Navigation
Édition précédente Édition suivante
Le Grand American Road Racing Championship 2003 (officiellement appelé le 2003 Rolex Sports Car Series) est la quatrième saison du championnat américain d'endurance organisé part la Grand American Road Racing Association. L'édition 2003 se déroule du 1er février au 2 novembre. Quatre catégories de voiture ont participé à cette saison, les Daytona Prototype (en) (DP), les Sports Racing Prototype II (SRP-II), les Grand Tourisme Sport (GTS) et les  Super Grand Sport (SGS).

## Calendrier
| N° | Date                   | Nom de la Course                     | Durée     | Circuit                        | Lieu           | État, Pays             |
| -- | ---------------------- | ------------------------------------ | --------- | ------------------------------ | -------------- | ---------------------- |
| 1  | 1 février et 2 février | Rolex 24 at Daytona                  | 24 heures | Daytona International Speedway | Daytona Beach  | Floride, États-Unis    |
| 2  | 1 mars                 | Nextel Grand Prix of Miami           | 250 Miles | Homestead-Miami Speedway       | Homestead      | Floride, États-Unis    |
| 3  | 3 mai                  | AJ's Fine Foods 250                  | 250 Miles | Phoenix International Raceway  | Avondale       | Arizona, États-Unis    |
| 4  | 18 mai                 | Barber 250                           | 250 Miles | Barber Motorsports Park        | Birmingham     | Alabama, États-Unis    |
| 5  | 8 juin                 | Grand American 400                   | 400 km    | California Speedway            | Fontana        | Californie, États-Unis |
| 6  | 22 juin                | Sahlen's Six Hours of the Glen       | 6 Heures  | Watkins Glen International     | Watkins Glen   | New York, États-Unis   |
| 7  | 28 juin                | Mid-Ohio Road Racing Classic         | 400 km    | Mid-Ohio Sports Car Course     | Lexington      | Ohio, États-Unis       |
| 8  | 3 juillet              | Paul Revere 250                      | 250 Miles | Daytona International Speedway | Daytona Beach  | Floride, États-Unis    |
| 9  | 8 août                 | Bully Hill Vineyards 250             | 250 Miles | Watkins Glen International     | Watkins Glen   | New York, États-Unis   |
| 10 | 21 septembre           | 6 Hours of Mont-Tremblant            | 6 Heures  | Circuit Mont-Tremblant         | Mont-Tremblant | Québec, Canada         |
| 11 | 5 octobre              | VIR 400                              | 400 Miles | Virginia International Raceway | Danville       | Virginie, États-Unis   |
| 12 | 10 novembre            | The Grand American Finale at Daytona | 3 Heures  | Daytona International Speedway | Daytona Beach  | Floride, États-Unis    |